# Ponta do Pargo
Ponta do Pargo je farnost v okresu Calheta na jihovýchodě ostrova Madeira. Rozkládá se na ploše 22 km2 a roku 2011 zde žilo 909 obyvatel. Od západu je ohraničena Atlantským oceánem, od východu zalesněnými horami. Nejvýše položené místo v obci má nadmořskou výšku 800 m n. m.
Název Ponta do Pargo vyjadřuje, že zde byla bohatá loviště ryby Hoplopagrus guentheri (portugalsky pargo).
V oblasti jsou lesy a zemědělská půda. Protéká tudy několik potoků a leváda z Prazeres. Po většinu roku je zde klid. Farnost ožívá jen při náboženských slavnostech a během známého festivalu hrušek.
V Ponta de Pargo je škola, kostel, kaple, náměstí, kulturní dům, zdravotnické středisko, lékárna, dvě banky, poštovní úřad, sportovní klub a maják, chystá se zřízení golfového hřiště.

## Maják na Ponta do Pargo

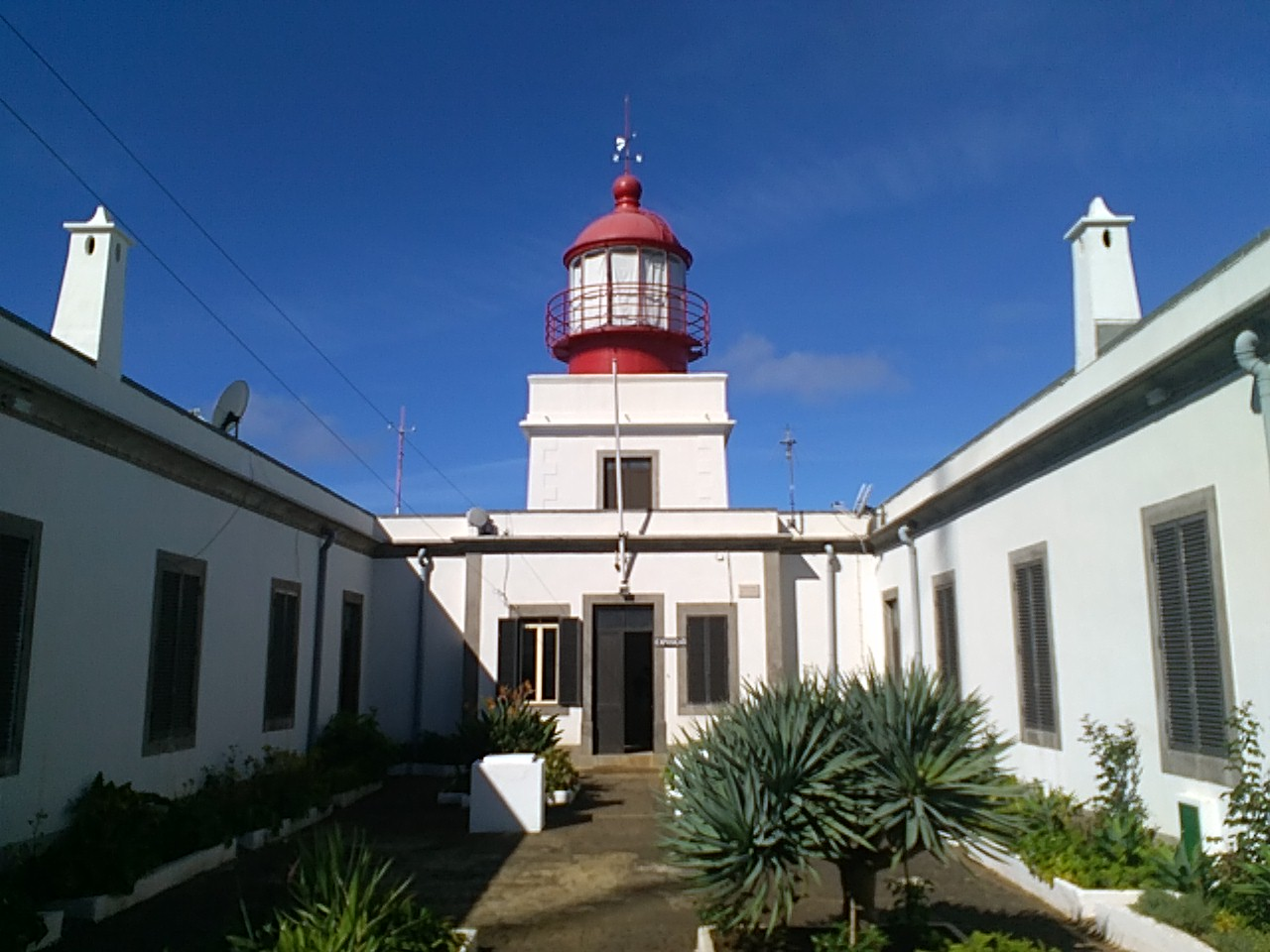
Maják zevnitř

Na nejzápadnějším okraji ostrova je na území farnosti zřízen maják. Je postaven na útesu 392 m nad hladinou oceánu. Výška věže je 14 m. Je viditelný ze vzdálenost 26 nám. mil (48,2 km).
Historie majáku sahá do roku 1883, kdy byla v Portugalsku vypracována Generální zpráva o osvětlení a označení plavebních cest. Již v této zprávě byl navržen dosah majáku na nejzápadnějším výběžku Madeiry na 25,5 námořní míle. Teprve roku 1896 byl zahájen průzkum místního terénu. Roku 1902 byla Generální zpráva přepracována a modernizována a pro umístění majáku byla vybrána Ponta do Pargo. Zpracování projektu začalo roku 1915, ale válečné události práce pozdržely.
Maják zahájil provoz 5. června 1922. Zdrojem světla byly petrolejové lampy, otáčení optické soustavy zajišťoval hodinový stroj. Elektrifikace proběhla roku 1958. Napájení zajišťoval agregát s generátorem, jako rezerva sloužila plynová lampa. Roku 1989 byl maják připojen na rozvodnou síť a současně byl automatizován.
Roku 1999 prohlásila Madeirská regionální vláda maják za kulturní památku a roku 2001 zde bylo zřízeno muzeum majáků. Byla vybudována přístupová cesta a parkoviště.
Provoz majáku po technické stránce zajišťuje portugalské námořnictvo. V blízkosti majáku jsou i věže radiomajáku.

## Ptactvo
V oblasti Ponta do Pargo byl indikován výskyt následujících ptáků: orebice rudá (Alectoris rufa), křepelka polní (Coturnix coturnix), rorýs šedohnědý (Apus pallidus), dudek chocholatý (Upupa epops), linduška kanárská (Anthus berthelotii madeirensis), pěnice brýlatá (Sylvia conspicillata bella), vrabec skalní (Petronia petronia madeirensis), stehlík obecný (Carduelis carduelis parva), konopka obecná (Carduelis cannabina guentheri).

## Galerie

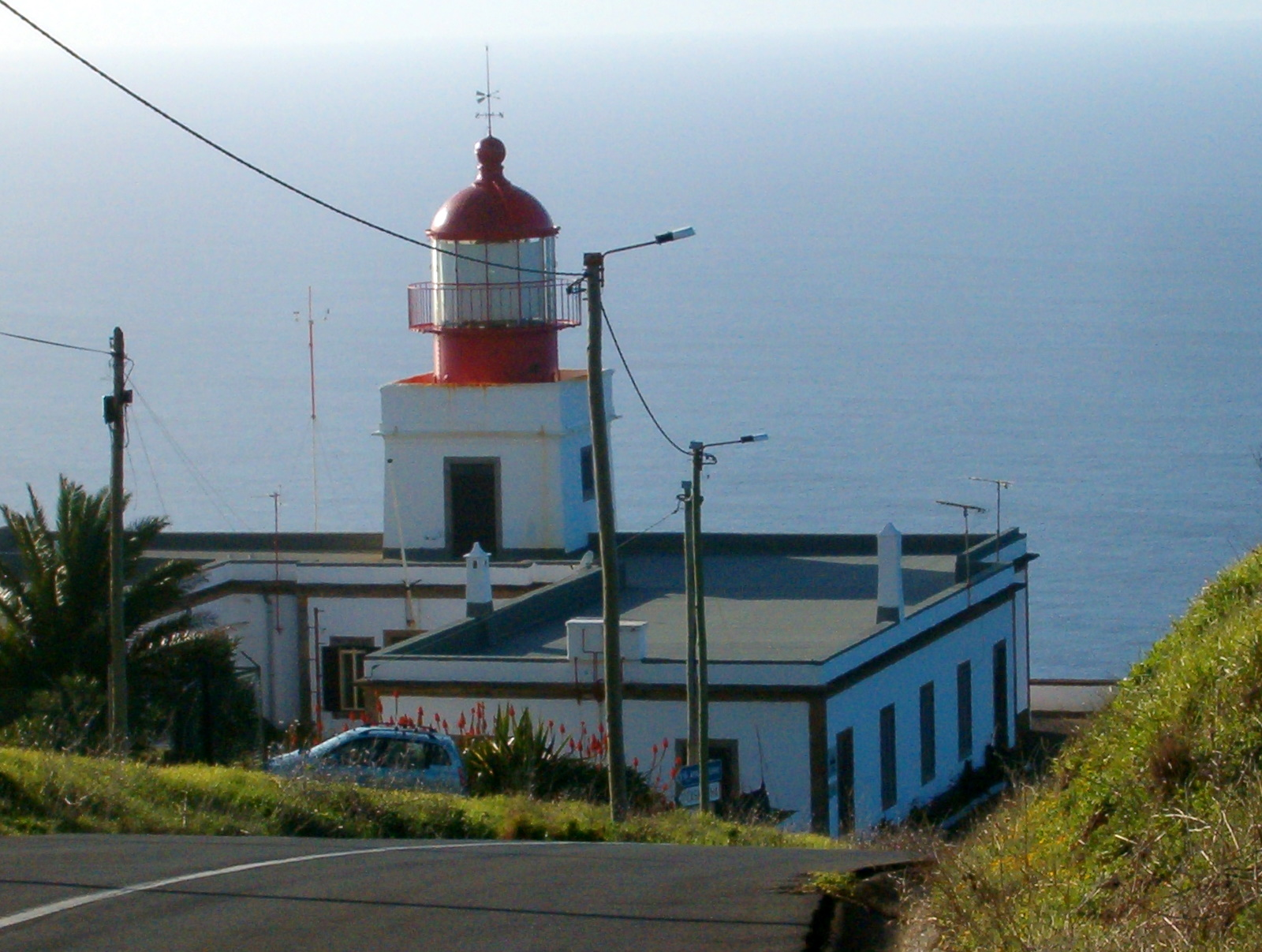
Maják na Ponta do Pargo
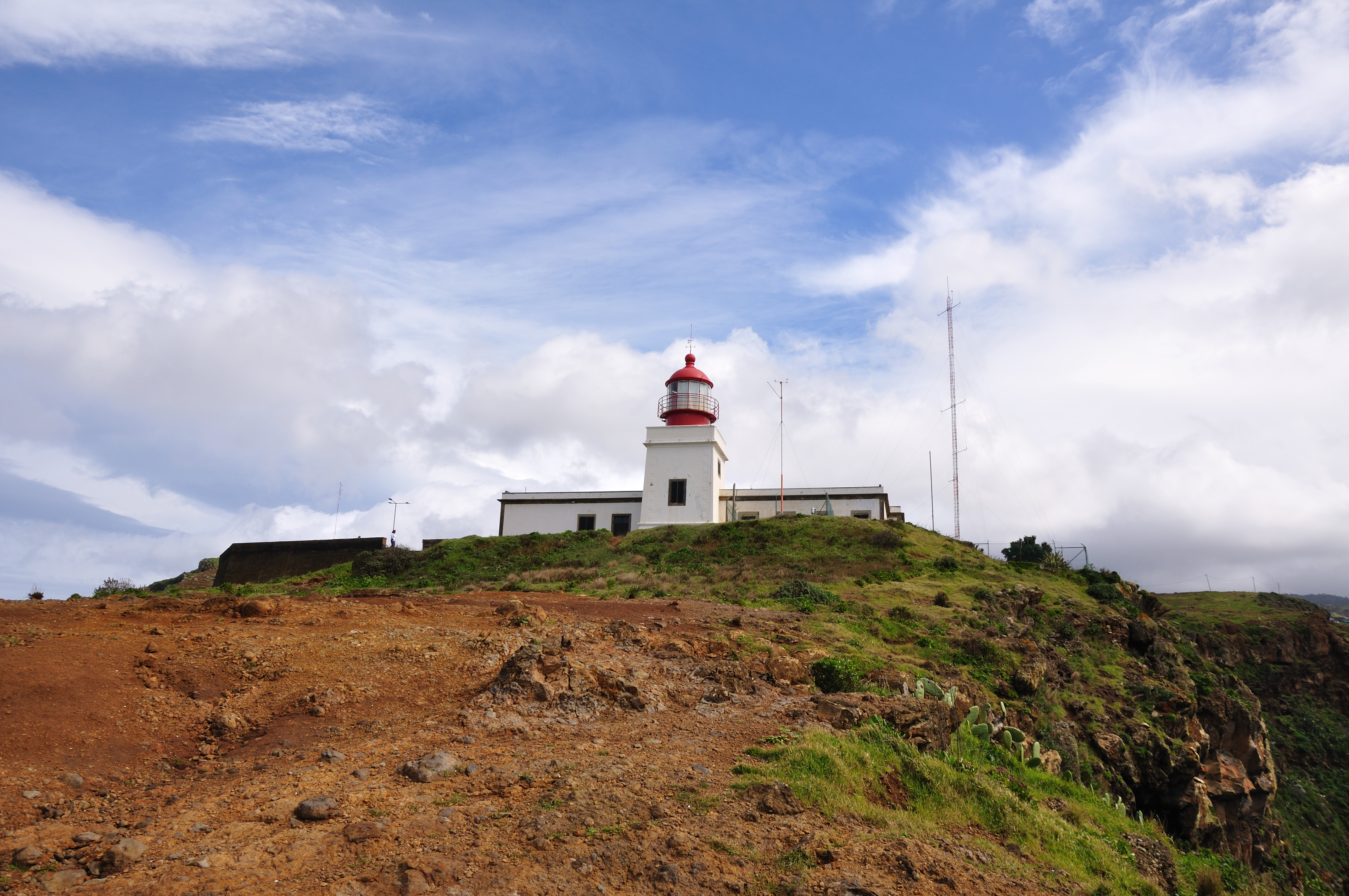
Věž majáku a stožáry rádiového majáku
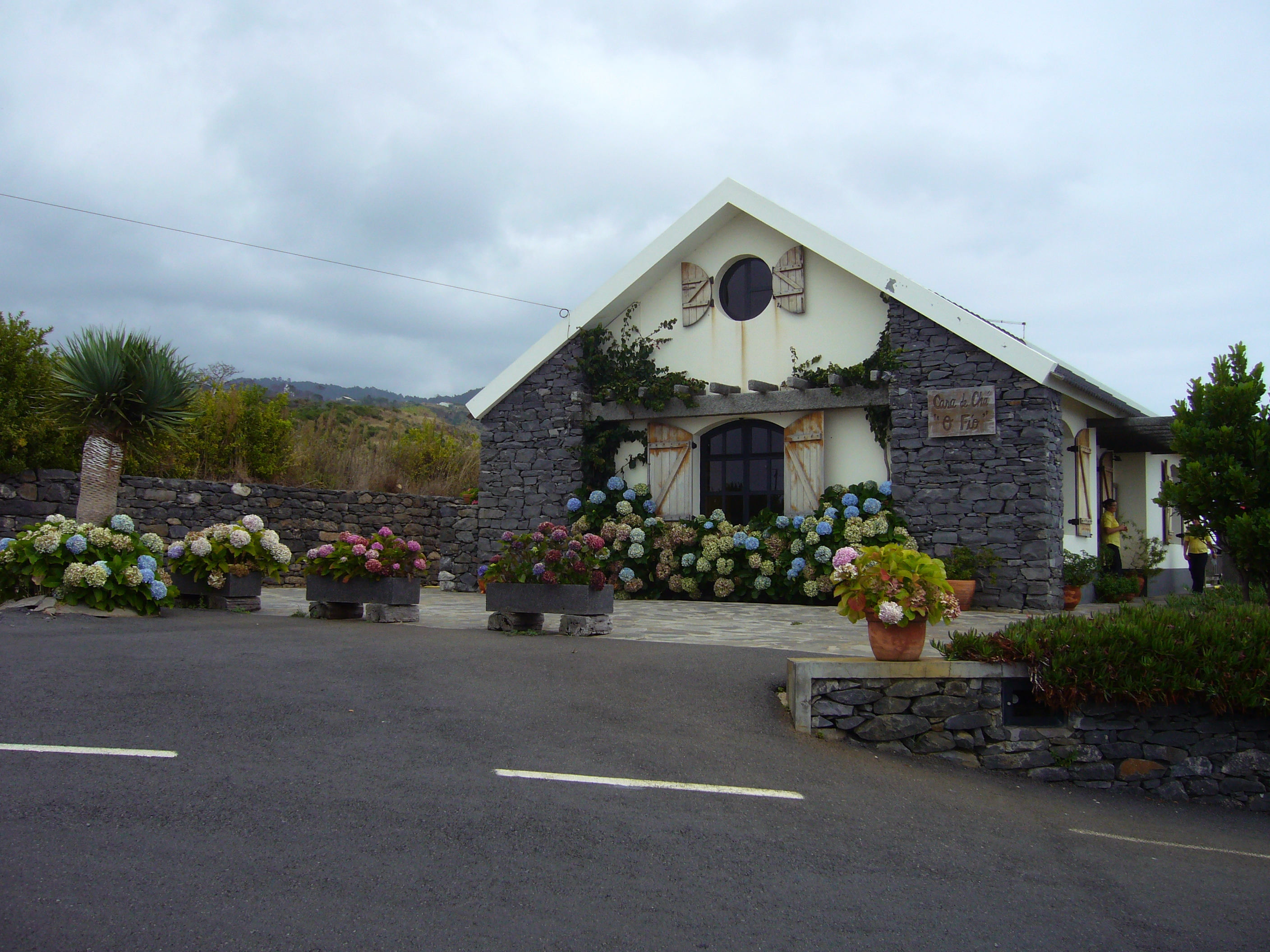
Čajovna v záplavě hortenzií asi 2 km od majáku
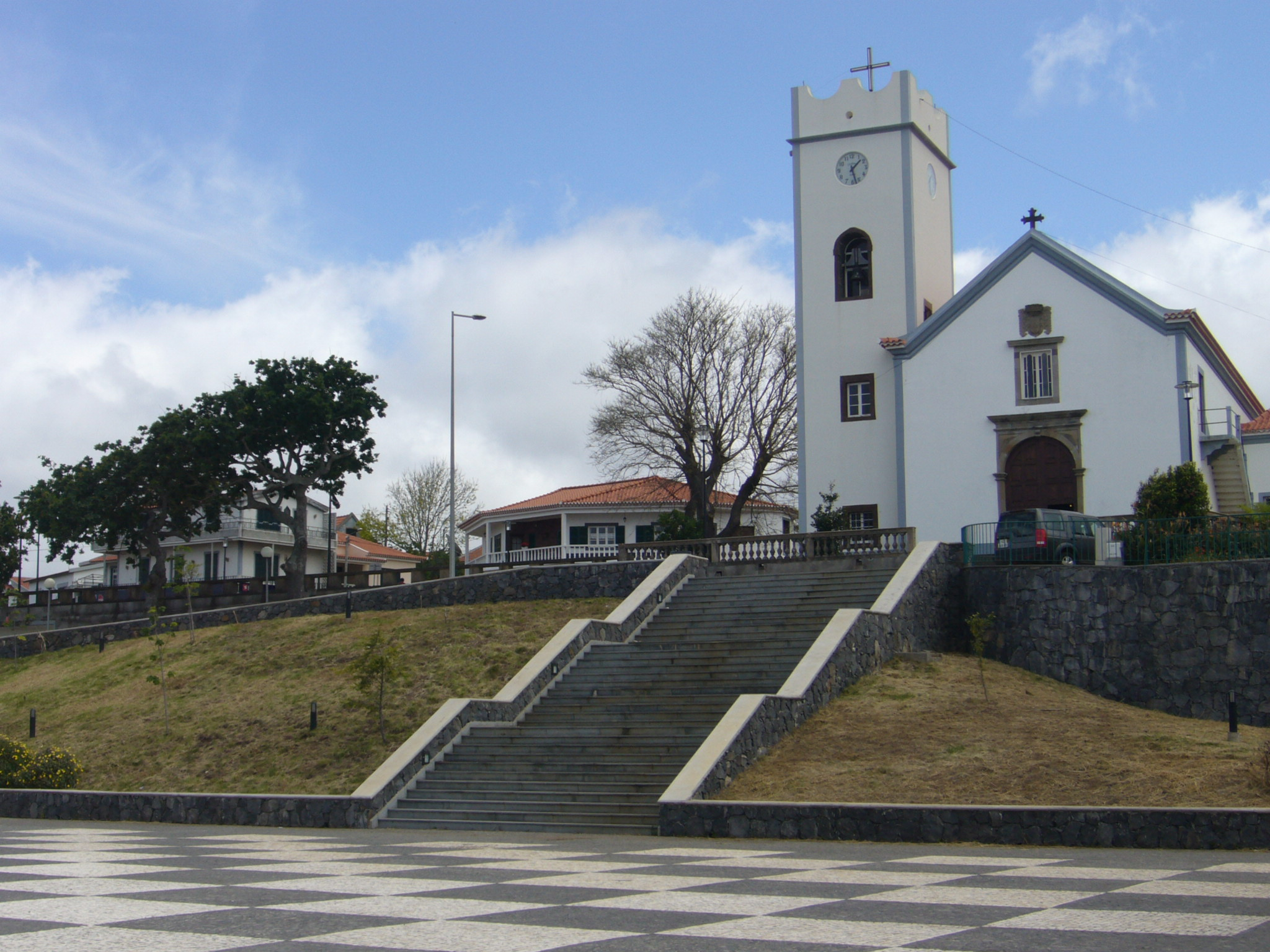
Kostel Sv. Petra v obci Ponta do Pargo